# Пернат
44°55′ пн. ш. 14°19′ сх. д. / 44.91° пн. ш. 14.32° сх. д.
Пернат (хорв. Pernat) — населений пункт у Хорватії, у Приморсько-Горанській жупанії у складі міста Црес.

## Населення
Населення за даними перепису 2011 року становило 8 осіб.
Динаміка чисельності населення поселення:

## Клімат
Середня річна температура становить 13,84 °C, середня максимальна – 26,27 °C, а середня мінімальна – 1,88 °C. Середня річна кількість опадів – 1052 мм.
| Клімат поселення                              | Клімат поселення | Клімат поселення | Клімат поселення | Клімат поселення | Клімат поселення | Клімат поселення | Клімат поселення | Клімат поселення | Клімат поселення | Клімат поселення | Клімат поселення | Клімат поселення | Клімат поселення |
| Показник                                      | Січ.             | Лют.             | Бер.             | Квіт.            | Трав.            | Черв.            | Лип.             | Серп.            | Вер.             | Жовт.            | Лист.            | Груд.            |                  |
| Середній максимум, °C                         | 9,60             | 9,31             | 11,69            | 15,43            | 20,68            | 24,73            | 26,27            | 25,49            | 21,42            | 16,98            | 12,47            | 9,89             |                  |
| Середня температура, °C                       | 5,89             | 5,57             | 7,99             | 11,73            | 16,98            | 21,03            | 23,67            | 22,88            | 18,81            | 14,38            | 9,84             | 7,28             |                  |
| Середній мінімум, °C                          | 2,18             | 1,88             | 4,28             | 8,02             | 13,28            | 17,33            | 21,05            | 20,28            | 16,21            | 11,78            | 7,23             | 4,67             |                  |
| Норма опадів, мм                              | 90               | 73               | 73               | 76               | 68               | 76               | 45               | 71               | 105              | 129              | 138              | 108              |                  |
| Середньомісячна швидкість вітру, м/с          | 3.18             | 3.37             | 3.38             | 3.16             | 2.85             | 2.72             | 2.68             | 2.72             | 2.86             | 3.15             | 3.51             | 3.44             |                  |
| Середньомісячна сонячна радіація, кДж/м²·день | 4599             | 7439             | 10889            | 15494            | 19949            | 21696            | 23113            | 19955            | 14579            | 9504             | 5017             | 3902             |                  |
| --------------------------------------------- | ---------------- | ---------------- | ---------------- | ---------------- | ---------------- | ---------------- | ---------------- | ---------------- | ---------------- | ---------------- | ---------------- | ---------------- | ---------------- |
| Джерело:                                      |                  |                  |                  |                  |                  |                  |                  |                  |                  |                  |                  |                  |                  |